# 禹甲麟
禹 甲麟（ウ・ガムニン、朝鮮語: 우갑린、1909年2月21日 - 2000年3月11日）は、日本統治時代の朝鮮および大韓民国の独立運動家、労働運動家、ジャーナリスト、政治家。第6代韓国国会議員。本貫は丹陽禹氏。

## 経歴
ソウル出身。中学校中退、早稲田大学法政学部卒。新幹会代議員、朝鮮日報記者、朝鮮青年総同盟調査部次長、大韓独立促成国民会創立委員・宣伝委員、反託闘争国民総動員委員、米ソ共同委員会団体代表、大韓労働総連盟事務総長、自由党訓練部長、民政党組織委員長・選挙対策委員会副委員長、新民党指導委副議長を務めた。
2000年3月11日、ソウルの新村セブランス病院で持病により死去。享年93。

## エピソード
柳津と林次周が新民党を離党したことにより第6代国会議員職を喪失した後、禹は1967年6月26日に繰り上げ当選したが、任期満了日は同月30日だったため、議員を5日間しか務めなかった。